# Thilogne
Thilogne ist eine Stadt im Département Matam der Region Matam, gelegen im Nordosten des Senegal.

## Geographische Lage
Thilogne liegt im Norden des Départements Matam, nicht weit von der Grenze zu Mauretanien entfernt am linken südwestlichen Rand der hier bis zu 19 Kilometer breiten Schwemmlandebene, die den Grenzfluss Senegal begleitet und die von unwegsamen Feuchtgebieten und Wasserläufen durchzogen ist. Der längste Wasserlauf, der diese Ebene durchzieht, ist der Senegal-Seitenarm Diamel, der streckenweise ein Netz unübersichtlicher Verzweigungen bildet und am Stadtrand von Thilogne vorbeiführt.
Thilogne liegt 437 Kilometer nordöstlich von Dakar und 50 Kilometer nordwestlich der Regionalpräfektur Matam.

## Geschichte
Thilogne wurde im 13. Jahrhundert gegründet und erwies sich als strategisch gute Lage. Der Ort wurde 1776 bei Gründung des Reiches Fouta Toro dessen erste Hauptstadt. 1996 erlangte das Dorf Thilogne den Status einer Commune (Stadt).

## Bevölkerung
Nach den letzten Volkszählungen hat sich die Einwohnerzahl der Stadt wie folgt entwickelt:
| Jahr | Einwohner |
| ---- | --------- |
| 1976 | 4.877     |
| 1988 | 4.497     |
| 2002 | 8.425     |
| 2013 | 10.441    |

2002 wurden in Thilogne bei 8.425 Einwohnern 658 Konzessionen und 934 Haushalte gezählt.

## Verkehr
Die Nationalstraße N 2 verbindet Thilogne mit allen Städten der Flussregionen von Saint-Louis im Westen bis Kidira im Osten des Landes. Die nächstgelegenen Städte an der N2 sind Ndioum (137 km) im Nordwesten und Ourossogui (50 km) im Südosten.
Über die N2 ist Thilogne mit dem 51 km entfernt gelegenen Flugplatz Matam und mit dem nationalen Luftverkehrsnetz verbunden.

## Wirtschaft
Die Wirtschaft von Thilogne ist hauptsächlich von der Landwirtschaft geprägt, die während der Regenzeit oder am Fluss ausgeübt wird. Es wird ein regelmäßiger Wochenmarkt veranstaltet. Der Fisch kommt aus dem Landesinneren.

## Städtepartnerschaften
- Trappes, Frankreich (TAD - Thilogne Association Développement)[8]